# Кавез
Кавез је предмет у који се стављају жива бића у циљу њиховог лишавања слободе или ствари у сврху њиховог чувања од отуђења. У данашње време, кавез се најчешће користи ради чувања кућних љубимаца , поготову птица, најчешће папагаја и у зоолошким вртовима за безбедно приказивање животиња. За закључавање кавеза се најчешће користи катанац.

## Људи
Током историје, некада су се и људи држали у кавезима. Били би некада држани завезани ланцима у неудобним положајима зарад мучења. У Другом светском рату, нацисти, фашисти и њихови помагачи, пре свега Немци и Хрвати, држали су људе, најчешће цивиле, везане у малим кавезима димензија пола метра са пола метра, непрекидно по 16 дана. Ову тортуру су спроводили у својим многобројним логорима смрти.

## Лов
Нарочити кавези се користе као алат за лов (клопка), којим се животиња зароби. У многим деловима света лов кавезима, који се често користи за веће животиње, је забрањен јер може доћи, услед предугог одуства ловца, до нехумане смрти животиње од глади и жеђи.